# Creatura (miniserie televisiva)
Creatura è una miniserie televisiva del 1998, diretta da Stuart Gillard e tratta dal romanzo Squalo bianco di Peter Benchley.

## Trama
Caraibi, 1972: il tenente Aaron Richland si reca sull'isola dove il dottor Ernest Bishop sta conducendo alcuni esperimenti su una razza di delfini ibridi. Una mostruosa creatura, anch'essa frutto degli esperimenti di ibridazione di Bishop, riesce a liberarsi e ad uccidere tutti i delfini e alcuni scienziati tra cui il suo stesso creatore. Il tenente Thomas Peniston, braccio destro di Bishop, riesce a intrappolare la creatura in una gabbia di metallo, la carica a bordo di una nave e la porta via dall'isola. Fermatosi in mezzo al mare, l'uomo vorrebbe uccidere la creatura, ma decide poi di far affondare la gabbia che la contiene.
Venticinque anni dopo, nella stessa isola delle Indie occidentali ora nota con il nome di Sharks Tooth Island, il ricercatore Simon Chase ed il suo assistente Tall Man compiono alcuni studi sugli squali nella speranza di trovare nel loro DNA una cura contro il cancro. In contemporanea all'arrivo sull'isola dell'ex moglie di Simon, la biologa marina Amanda Mayson, e del loro figlio adolescente Max, alcuni bagnanti vengono attaccati da un essere dalla forza sovrumana e dalla ferocia ineguagliabile. Gli abitanti dell'isola accusano dei massacri uno squalo bianco femmina che è oggetto di studio di Chase e decidono di ucciderlo.
Dopo l'uccisione dello squalo, Chase decide di vederci chiaro nella faccenda ed inizia a dare la caccia alla creatura responsabile dei massacri. Scoprirà che si tratta di un gigantesco squalo che sembra essere munito di artigli. Durante la sua indagine, Chase scopre che in passato l'isola era sede di una base militare e si reca nell'installazione ormai in disuso insieme ad Amanda. Qui i due vengono aggrediti dalla creatura, la quale in seguito compie una metamorfosi che le permette di vivere sulla terraferma.
Nel frattempo, l'Ammiraglio Richland giunge sull'isola insieme a dei militari, intenzionato a prendere il controllo della situazione creatasi. Sarà egli ad informare Chase che lo squalo è in realtà il frutto di un esperimento governativo attuo a creare un ibrido uomo-squalo. La creatura si spinge verso il centro abitato e comincia a seminare morte e terrore. Chase decide allora di mettersi sulle sue tracce per eliminarlo una volta per tutte.

## Differenze col romanzo
- La miniserie riprende dal romanzo di Peter Benchley solamente l'idea di base, ma ne modifica la storia quasi interamente: tutti i riferimenti ai nazisti vengono cancellati e l'essere anfibio umano viene qui cambiato in un ibrido uomo-squalo, frutto di un esperimento segreto fallito ordinato della Marina degli Stati Uniti attuo a creare degli animali assassini da immettere nei fiumi del Vietnam. Inoltre mentre il romanzo si svolgeva nelle acque del New England, il film si svolge nelle Indie Occidentali.

## Location
La miniserie è stata girata a Saint Lucia e a Vancouver.

## Riconoscimenti
- 1998 - Primetime Emmy Awards
  - Candidatura per l'Outstanding Sound Editing for a Miniseries, Movie or a Special
- 1999 - Motion Picture Sound Editors
  - Best Sound Editing - Television Mini-Series - Sound Effects & Foley
  - Candidatura per il Best Sound Editing - Television Mini-Series - Dialogue & ADR